# Dag Roar Ørsal
Dag Roar Ørsal (Ørsta, 20 luglio 1980) è un ex calciatore norvegese, di ruolo centrocampista.

## Carriera

### Club
Ørsal iniziò la carriera con la maglia dell'Ørsta. Passò poi allo Hødd, per cui debuttò nella 1. divisjon il 29 aprile 2001, nella sconfitta per 2-1 contro il Kongsvinger. La prima rete in campionato arrivò il 4 giugno dello stesso anno, nel 3-2 inflitto al Sandefjord.
Nel 2005 passò al Molde. L'11 aprile esordì allora nella Tippeligaen, nella sconfitta per 2-0 sul campo del Brann. L'8 maggio siglò la prima rete nella massima divisione norvegese, sancendo il successo per 3-2 sul Viking. In quella stagione, vinse la Coppa di Norvegia 2005.
L'anno seguente, si trasferì allo Aalesund, in Adeccoligaen. Il primo incontro in squadra fu datato 21 maggio, sostituendo Trond Fredriksen nella sconfitta per 3-0 contro lo Hønefoss. Il 16 luglio siglò una rete nel 5-0 sul Kongsvinger, la prima con questa casacca. Contribuì alla promozione del club.
Nel corso del campionato 2007, lasciò lo Aalesund per accasarsi allo Haugesund. Tornò così in Adeccoligaen e debuttò per la nuova squadra il 5 agosto, sostituendo Svein Tore Brandshaug nel pareggio a reti inviolate contro lo Sparta Sarpsborg. Segnò la prima rete nel 3-0 sul Løv-Ham, nonostante avesse fallito un calcio di rigore nei minuti iniziali. Contribuì alla promozione del 2009.
Il 13 gennaio 2011 fu annunciato il suo ritorno allo Hødd.